# Hallstein-Doktrin

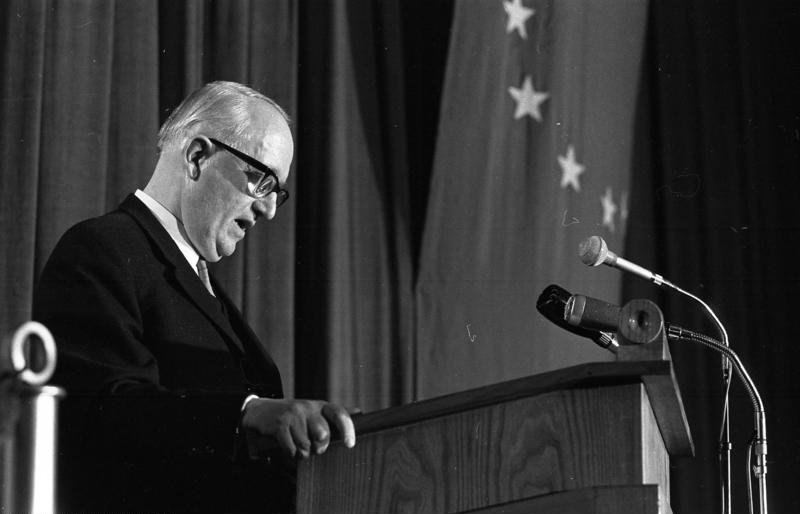
Walter Hallstein 1969 während der Verleihung des Robert-Schuman-Preises

Die Hallstein-Doktrin war eine außenpolitische Doktrin der Bundesrepublik Deutschland von 1955 bis 1969. Als eine politische Leitlinie besagte sie, dass die Aufnahme diplomatischer Beziehungen zur Deutschen Demokratischen Republik (DDR) durch Drittstaaten als „unfreundlicher Akt“ gegenüber der Bundesrepublik betrachtet werden müsse. Etwaige Gegenmaßnahmen der Bundesrepublik waren nicht festgelegt. Damit war eine weite Skala von wirtschaftlichen Sanktionen bis zum Abbruch der diplomatischen Beziehungen mit dem betreffenden Staat möglich. Ziel war es, die DDR außenpolitisch zu isolieren.
Die sozialliberale Koalition unter Willy Brandt gab die Hallstein-Doktrin auf. Sie war immer schwieriger zu handhaben und beschränkte auch die bundesdeutsche Außenpolitik.
Grundlage der Doktrin war der Alleinvertretungsanspruch, d. h. die Auffassung, wonach die Bundesrepublik Deutschland die einzige legitime Vertretung des deutschen Volkes sei. Hingegen waren weder der Deutsche Volkskongress noch die Regierung in der realsozialistischen DDR demokratisch legitimiert. Dass nur die Bundesrepublik die Deutschen international vertreten dürfe, wurde aus der damaligen Präambel des Grundgesetzes abgeleitet, wobei nach der Verfassung der DDR deren Bürger ebenfalls die deutsche Staatsangehörigkeit besaßen.
Benannt war die Doktrin nach Walter Hallstein (CDU), Staatssekretär im Auswärtigen Amt von 1951 bis 1958. Hallstein selbst war nicht deren Urheber. Sie geht vielmehr auf eine Formulierung Wilhelm Grewes vom 23. September 1955 zurück, Völkerrechtler und Leiter der Politischen Abteilung im Außenministerium.

## Geschichte

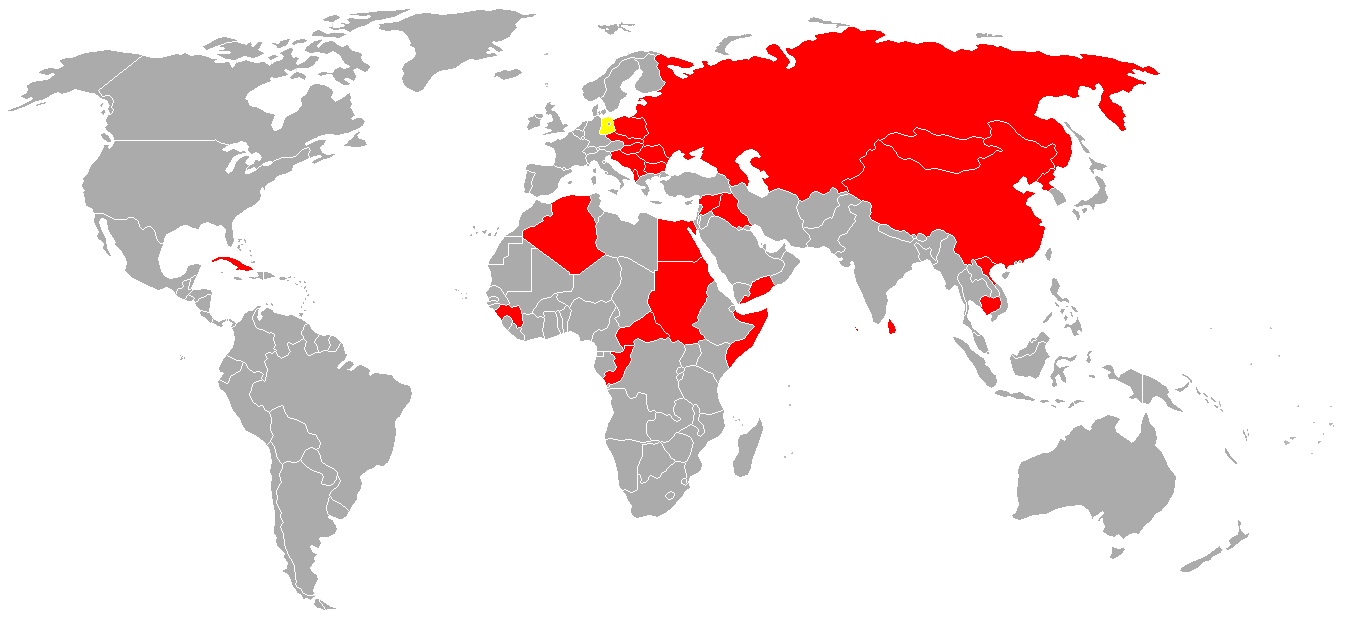
Staaten, die die DDR bis 1970 anerkannten

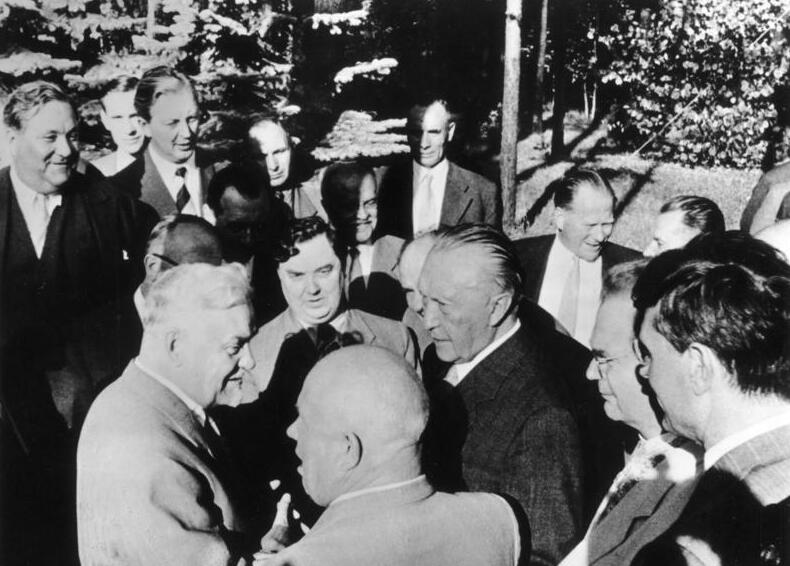
Konrad Adenauer 1955 in Moskau

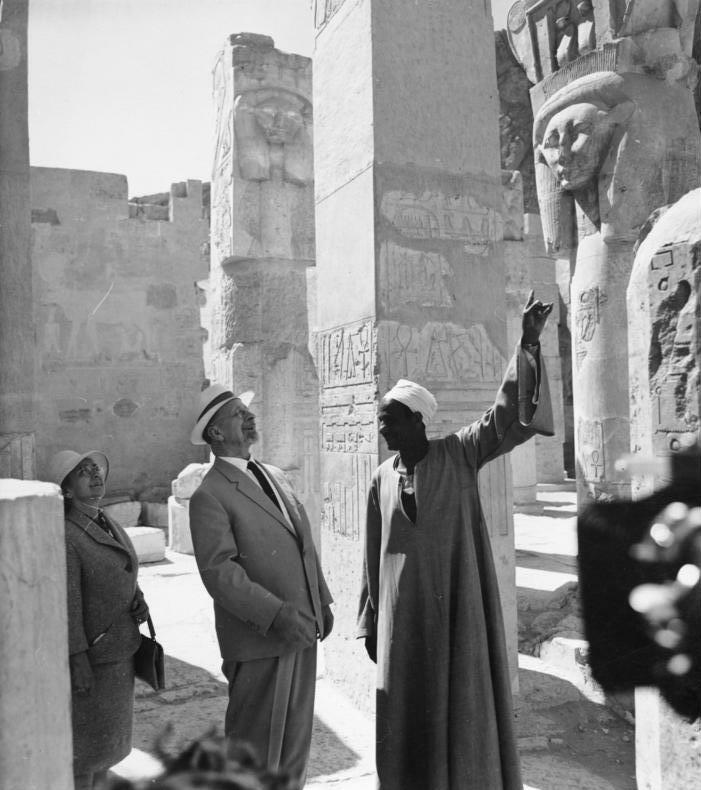
Walter Ulbricht 1965 in Ägypten

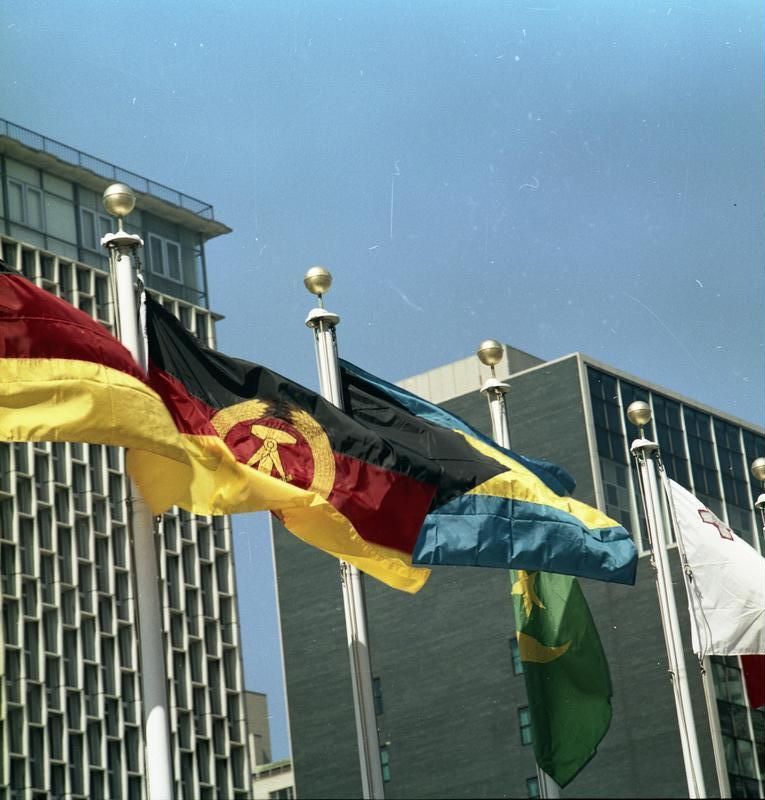
Die Flaggen beider deutscher Staaten 1973 vor dem UNO-Hauptquartier in New York

### Unter Adenauer
Im September 1955 nahm die Bundesrepublik Deutschland im Zuge der Moskau-Reise Konrad Adenauers diplomatische Beziehungen zur Sowjetunion auf; zuvor war der Kontakt zur östlichen Siegermacht stets über die alliierten Westmächte geführt worden. Eigentlich wollte die Bundesrepublik Volksdemokratien mit ihren Beziehungen zur DDR nicht anerkennen, erklärte die Sowjetunion wegen deren Bedeutung jedoch zur Ausnahme. Mit Blick auf die Volksrepublik Polen und die Volksrepublik Ungarn wurde die Hallstein-Doktrin formuliert und im Dezember desselben Jahres auf einer Botschafterkonferenz in Bonn erstmals öffentlich verkündet: Die Aufnahme oder Unterhaltung von diplomatischen Beziehungen zur DDR wurde seitens der Bundesrepublik Deutschland als unfreundlicher Akt (acte peu amical) gesehen und in der Regel mit dem Abbruch beziehungsweise der Nichtaufnahme diplomatischer Beziehungen beantwortet. Dem Alleinvertretungsanspruch zufolge habe nur die Bundesrepublik die demokratische Legitimation inne, im Ausland für das deutsche Volk zu sprechen.
Vorbild für die Doktrin waren sowohl die Weigerung der Vereinigten Staaten von Amerika, in den ersten Jahren nach der Etablierung des Kommunismus in der Sowjetunion und in China mit diesen Staaten diplomatische Kontakte aufzunehmen, als auch das Vorgehen der Regierungen in den ebenfalls geteilten Staaten Korea und Vietnam. Gegenstück zur Hallstein-Doktrin seitens der DDR war die sogenannte Ulbricht-Doktrin.
Umstritten war die Hallstein-Doktrin in der bundesdeutschen Politik vor allem, weil man befürchtete, dass Staaten, die die DDR bereits diplomatisch anerkannt hatten, ihrerseits den Kontakt zur Bundesrepublik ablehnen könnten, was zu einer bundesdeutschen Isolierung führen könnte. Auch als Anfang 1956 in Bonn über eine vorsichtige Annäherung an Polen diskutiert wurde, geriet die Hallstein-Doktrin in die Kritik. Als im Winter 1957 die DDR in Kairo ein Büro eröffnete, das für den diplomatischen Kontakt mit dem gesamten arabischen Raum zuständig sein sollte, wandte die Bundesrepublik die Hallstein-Doktrin nicht an.
Bereits an der Genfer Außenministerkonferenz der Siegermächte (Mitte 1959) nahmen zwei deutsche Delegationen teil. An den runden Tisch der Vier Mächte hatte man zwei weitere Tische herangerückt, einen in die Nähe der sowjetischen, den anderen in der Nähe der US-amerikanischen Delegation.
Tatsächlich abgebrochen wurden diplomatische Beziehungen lediglich zweimal: Im Fall des blockfreien, aber sozialistisch regierten Jugoslawien im Jahr 1957. Die deutsche Bundesregierung brach den diplomatischen Kontakt mit Jugoslawien auch gegen Proteste aus der CDU ab. Vertraglich vereinbarte Zahlungen wurden aber fortgesetzt und ein Generalkonsulat im Lande belassen. Am 14. Januar 1963 wurden außerdem die diplomatischen Kontakte zum sozialistischen Kuba Fidel Castros abgebrochen, nachdem dieser Staat die DDR anerkannt hatte.
In einem dritten Fall kam es schließlich zum Abbruch der diplomatischen Beziehungen. Der ägyptische Präsident Gamal Abdel Nasser empfing Walter Ulbricht zu einem Staatsbesuch in Kairo. Nasser erklärte zwar, er könne die DDR leider nicht anerkennen, aber trotzdem stellte die Bundesrepublik die deutsche Wirtschaftshilfe für Ägypten ein und nahm diplomatische Beziehungen zu Israel auf. Daraufhin brachen Ägypten und weitere acht arabische Staaten die Beziehungen zu Westdeutschland ab, erkannten aber nicht – was befürchtet worden war – die DDR an.
Zunächst wurden lediglich DDR-Handelsdelegationen in einigen Ländern der Region eingerichtet. Zu einer Anerkennungswelle der DDR in der arabischen Welt kam es erst 1969, nachdem Ost-Berlin seit dem Sechstagekrieg 1967 eindeutig Stellung gegen Israel bezogen hatte: Irak, wo 1968 wieder die Baath-Partei an die Macht gekommen war, nahm als erstes arabisches Land diplomatische Beziehungen zur DDR auf.
Darüber hinaus entwickelte sich eine Art Wettlauf zwischen den beiden deutschen Staaten, in dem jeder versuchte, möglichst zuerst mit vielen Staaten diplomatische Beziehungen aufzubauen, um dadurch den jeweils anderen auszustechen. Meist waren damit wirtschaftliche und entwicklungspolitische Zugeständnisse verbunden. Ziele dieses Vorgehens waren vor allem die Länder der Dritten Welt, von denen viele in dieser Zeit von Kolonien zu unabhängigen Staaten wurden (siehe Dekolonisation). Ein besonders markantes Beispiel für diesen Wettlauf war die sogenannte Guinea-Krise: Als das afrikanische Land Guinea 1958 unabhängig wurde, bemühten sich beide deutsche Staaten, dort einen Botschafter zu platzieren. Die DDR richtete eine Handelsvertretung ein, kurz darauf nahm der bundesdeutsche Botschafter die Arbeit in Guinea auf. 1960 schickte jedoch Guinea einen Botschafter in die DDR. Die Bundesregierung zog sofort ihren Botschafter aus Guinea ab, worauf die guineische Regierung erklärte, dass sie nie einen Botschafter nach Ost-Berlin entsandt habe. Die Beziehungen zwischen der Bundesrepublik Deutschland und Guinea wurden wiederhergestellt, die DDR war außenpolitisch beschädigt. Als erster afrikanischer Staat erkannte 1964 die kurzlebige Volksrepublik Sansibar und Pemba die DDR diplomatisch an.
Ähnliche Auswirkungen hatte die Hallstein-Doktrin bei verschiedenen internationalen Veranstaltungen, beispielsweise bei Sportwettkämpfen, bei denen bundesdeutsche Diplomaten das Aufziehen der DDR-Flagge und das Abspielen der DDR-Hymne zu verhindern versuchten. Bei der Eishockey-Weltmeisterschaft im März 1961 in Genf trat die Mannschaft der Bundesrepublik Deutschland auf Anraten des Auswärtigen Amtes nicht zum Spiel gegen die DDR an, weil sie ansonsten der Hymne und der Flagge der DDR hätte Reverenz erweisen müssen. Das Spiel wurde 5:0 zugunsten der DDR gewertet und die Mannschaft der Bundesrepublik landete auf dem letzten Platz ihrer Gruppe. Auf Veranlassung der Bundesregierung gab es bis Mitte der 1960er Jahre mehrfach Vereinbarungen mit NATO-Partnerstaaten, DDR-Sportlern und -Sportfunktionären keine Einreisevisa zu erteilen, sodass diese von vielen internationalen Sportveranstaltungen ausgeschlossen waren.

### Nach Adenauer
In der ersten Hälfte der 1960er Jahre – 1961 war die Berliner Mauer gebaut worden – begann eine Neuorientierung der Ostpolitik. So wurde die Hallstein-Doktrin unter den Bundeskanzlern Ludwig Erhard (1963–1966) und Kurt Georg Kiesinger (1966–1969) zunehmend inkonsequent angewandt: Kiesinger trat mit der DDR, die er als „Phänomen“ bezeichnete, aber nicht als Staat anerkannte, in einen Briefwechsel ein. Nach der Geburtsfehlertheorie hob man hervor, dass die Satellitenstaaten der Sowjetunion die Beziehungen zur DDR nicht freiwillig, sondern unter sowjetischem Druck eingegangen seien; so wurde 1967 beispielsweise in Rumänien eine Handelsvertretung eingerichtet. Seit 1967 (Botschafteraustausch mit Rumänien 1967, Wiederaufnahme der diplomatischen Beziehungen zu Jugoslawien im Januar 1968) wurde die Hallstein-Doktrin im Rahmen der „neuen Ostpolitik“ bis 1969 allmählich abgebaut und nach 1970 endgültig aufgegeben. Im Herbst 1969 prägte der neue Bundeskanzler Willy Brandt (1969–1974) eine wegweisende Formel, indem er von „zwei Staaten einer Nation in Deutschland“ sprach.
In Chile kündigte im Wahlkampf 1969/70 der Präsidentschaftskandidat des sozialistischen Wahlbündnisses Unidad Popular, Salvador Allende, an, er bzw. Chile werde im Falle eines Wahlsieges die DDR, Kuba, die VR China, Nordvietnam und Nordkorea diplomatisch anerkennen. Nachdem Allende am 24. Oktober 1970 vom Parlament zum Präsidenten gewählt worden war, ließ er im April 1971 die DDR anerkennen. Starker Mann in der DDR war damals Walter Ulbricht; er und nach ihm Erich Honecker glaubten, je mehr Länder den Staat DDR anerkennen würden, desto stabiler wären die Teilung Deutschlands und die Herrschaft der SED. Die Bundesregierung (Kabinett Brandt I) berief ihren Botschafter Horst Osterheld „zu Konsultationen“ zurück. Bundesaußenminister Walter Scheel schlug vor, gegenüber Chile „keine unnötige Härte zu zeigen“. Die Hallstein-Doktrin und der Alleinvertretungsanspruch der Bundesrepublik für ganz Deutschland galten offenbar als Hemmnisse der Entspannungspolitik.
Schließlich erkannte der Vertrag über die Grundlagen der Beziehungen zwischen der Bundesrepublik Deutschland und der Deutschen Demokratischen Republik (Grundlagenvertrag) vom Dezember 1972 die Existenz des jeweils anderen deutschen Staates an und legte fest, dass keiner der beiden deutschen Staaten den anderen international vertreten oder in seinem Namen handeln könne. Fortan ging auch die westliche Welt von einer de-facto-Anerkennung der DDR zu einer de-jure-Anerkennung über. Im Februar 1973 konnte die DDR dem Wiener Übereinkommen über diplomatische Beziehungen beitreten.
Aber auch nach der Entspannung der deutsch-deutschen Beziehungen und der Aufnahme beider Staaten in die UN am 18. September 1973 blieb in der Bundesrepublik Deutschland überwiegend die Auffassung bestehen, der alleinige rechtmäßige Vertreter des gesamten deutschen Volkes zu sein, weil sie völkerrechtlich identisch mit dem Deutschen Reich sei. Hinzu kam die demokratische Legitimation der Bundesregierung.

## Ein-China-Politik
Eine ähnlich ausgerichtete Politik verfolgt bis heute die Volksrepublik China in Bezug auf die Republik China (Taiwan), die als Provinz Chinas angesehen wird (Ein-China-Politik). Da die meisten Staaten den Abbruch der diplomatischen Beziehungen durch die Volksrepublik China vermeiden wollen, wird Taiwan international nur von wenigen Staaten anerkannt, obwohl es über alle anderen Attribute eines unabhängigen Staates verfügt („stabilisiertes De-facto-Regime“).